# Meier Helmbrecht

Helmbrecht

Die mittelhochdeutsche Versnovelle Helmbrecht, verfasst von Wernher der Gartenaere vermutlich zwischen 1250 und 1280 im bairisch-österreichischen Raum, erzählt in 1934 Verszeilen die Entwicklung des Bauernsohnes Helmbrecht zum Raubritter, sein sündhaftes Leben und dass er dafür mit einem schrecklichen Ende büßen muss.

## Autor
Die Herkunft oder die soziale Stellung des Dichters Wernher der Gärtner (mhd. Wernher der Gartenaere) ist urkundlich nicht nachweisbar. Lediglich am Ende der Versnovelle (V. 1934), im Epilog, wird der Name erwähnt. Die Namensbezeichnung kann entweder als Herkunftsname bzw. Berufsname bezogen auf Garten gedeutet werden, oder es handelt sich um einen Künstlernamen, wie ihn sich viele fahrende Dichter des Mittelalters zulegten. Der Erzähler bemerkt, dass er noch nie so gut bewirtet worden sei wie der junge Helmbrecht, „swie vil ich var enwadele“ (V. 848) – wie weit er auch im Lande umhergezogen sei. Aus dieser Aussage schließen Forscher, dass der Verfasser des Helmbrechts ein Berufsdichter war, der an verschiedenen Höfen den Adligen seine Dichtungen vortrug. Die fahrende Lebensweise lässt aber auch die Spekulation zu, dass er ein Wandermönch war, z. B. Franziskaner, da der Autor über gute Bibelkenntnisse verfügt und sich in der franziskanischen Morallehre auskennt.
| Mittelhochdeutsch             | Neuhochdeutsch                                               |
| ----------------------------- | ------------------------------------------------------------ |
| Swer iu ditze mære lese,      | Und nun betet für jeden, der euch diese Geschichte vorträgt: |
| bitet daz im got genædec wese | Gott möge ihm gnädig sein                                    |
| und dem tihtære,              | und auch dem Dichter,                                        |
| Wernher dem Gartenære.        | Wernher dem Gärtner.                                         |

Über den Entstehungszeitraum des Werkes lassen sich nur Mutmaßungen anstellen. In der Verszeile 217 beklagt Wernher den Tod des Dichters Neidhart, „her Nîthart, und solde er leben“, womit zumindest geklärt ist, dass die Versnovelle nach dessen Tod in der ersten Hälfte des 13. Jahrhunderts entstanden sein muss. Die Entstehung des Werkes wird demnach in der Forschung überwiegend im Zeitraum des Interregnums zwischen 1254 und 1273 vermutet.

## Inhalt und Struktur
Wernher beginnt seine Erzählung mit einem Prolog (Verszeile 1–19), der zwei wichtige Symbole der Dichtung nennt: Hâr und hûbe (nhd. Haar und Haube), die die Handlung auch vorantreiben. Es folgt der erste Erzählblock, der sich mit Helmbrechts Vorbereitungen zum Ausritt ins Ritterleben beschäftigt (V. 20–648).
Hauptfigur und „Held“ der Dichtung ist der junge, gutaussehende Helmbrecht, Sohn des Gutsverwalters (Meiers) Helmbrecht. Dieser ist durch glückliche Fügungen zu einer prächtig bestickten Haube gekommen, deren Bildmotive – für das gebildete Publikum sofort erkennbar – auf adlige Herkunft schließen lassen. Sie weckt in Helmbrecht „hoffärtige“ Gedanken und Träume vom leichten und angenehmen Leben der Ritter, denen er sich nunmehr anzuschließen gedenkt. Als er von seiner Mutter Rüstung und Schwert, von der Schwester feine Kleider und vom Vater einen edlen Hengst erhält, beschließt er, den bäuerlichen Hof zu verlassen und das Ritterhandwerk zu erlernen.
In weiterer Folge kommt es zu einem Streitgespräch zwischen Vater und Sohn. Meier Helmbrecht ist stolz auf sein angesehenes Bauerndasein und warnt seinen Sohn vor dem Leben am Hof. Obwohl er seinem Sohn von vier Unheil verheißenden Träumen berichtet, kann er ihn nicht von seinem Vorhaben abhalten. Hochmütig verabschiedet sich der junge Helmbrecht von seiner Familie, schließt sich unter dem Namen Slintezgeu einer Raubritterbande an und zieht ein Jahr lang mordend, plündernd und marodierend durch die Lande. Nach einiger Zeit ergreift ihn das Heimweh, und er verlässt die Bande wieder (V. 653–694).
Es folgt der zweite Erzählblock, der die Heimkehr Helmbrechts und seinen einwöchigen Aufenthalt im Vaterhaus schildert (V. 697–1455). Durch eine polyglotte (mehrsprachige) Begrüßung möchte er seinen Eltern beweisen, wie viel reifer er durch seine Reisen geworden ist. Dadurch kommen jedoch Zweifel an seiner Identität auf. Nachdem er sich durch die Nennung der Namen der vier Ochsen des Vaters zu erkennen gegeben hat, wird er herzlichst von seiner Familie empfangen und verpflegt. Er begegnet ihr allerdings mit Hochmut. In schlechter Nachahmung des bei Hofe gebräuchlichen Französischen grüßt er mit Dieu vous salue (mhd. dê ûs sal, Vers 726), seine Mutter grüßt er auf korrumpiertem Tschechisch (Böhmisch) mit dobra ytra (Vers 728), seine Schwester begrüßt er mit schlechtem Kirchenlatein gratia vester (Vers 722), das Gesinde wird in gebrochenem Niederländisch zugesprochen. Der Vater berichtet nun von seinen früheren Erfahrungen am Hofe und spricht davon, wie tugendhaft und stilvoll sich die adlige Gesellschaft benahm. Helmbrecht jedoch berichtet von den gegenwärtigen Geschehnissen am Hof, die geprägt sind von Trunksucht statt Minnedienst (Frauendienst) und Schmeichelei statt Aufrichtigkeit. Er verbringt sieben Tage bei seiner Familie, die er reich mit gestohlenen Schätzen beschenkt, sehnt sich aber wieder nach seinem Leben als Raubritter. Alle Überredungsversuche des Vaters, Helmbrecht von seinem frevelhaften Leben abzuhalten, scheitern. Voller Hochmut bekennt sich dieser stattdessen zu seinen Untaten als Raubritter, die ihm das „bessere“ Leben ermöglichen. Zudem überbringt er seiner Schwester Gotelind die Brautwerbung eines Raubkumpans und verspricht ihr ein Leben in Reichtum und Überfluss. Sie nimmt den Antrag schließlich an und verfällt so ebenfalls dem Hochmut. Helmbrecht kehrt nun zu den Spießgesellen zurück (V. 1456–62).
Der dritte Erzählblock berichtet von den Hochzeitsvorbereitungen bis zur Verstoßung Helmbrechts (V. 1463–1813). Bald nach der prachtvoll gefeierten Hochzeit, die eine Parodie auf die am Hofe geltenden Tugenden ist, wird die Räuberbande von der Obrigkeit, dem Richter und seinen Leuten, ausgehoben und mühelos überwältigt. Während die anderen Raubritter allesamt gehängt werden, wird Helmbrecht als Zehnter nach altem Brauch „begnadigt“, ihm werden aber die Augen ausgestochen und ein Fuß und eine Hand abgehackt. Er sucht Zuflucht bei seinem Vater, dieser jedoch weist ihn voller Abscheu ab. Lediglich ein Stück Brot kann ihm seine Mutter zustecken. Ging er zuvor ein Jahr lang als Raubritter durchs Leben, so muss er nun ein Jahr lang für seine Sünden büßen (V. 1814–1822).
Der vierte und letzte Erzählblock beschreibt das Ende Helmbrechts im Wald (V. 1823–1912). Schlussendlich fällt er fünf Bauern, bei denen er gemordet und geplündert hat, in die Hände, die ihn schließlich am nächsten Baum aufhängen. Die Erzählung schließt mit einem warnenden Epilog, der zugleich die Moral aus der Geschichte zieht (V. 1913–1934). Der Dichter schließt mit dem Aufruf an all jene, die Gefahr laufen, auch zu einem „Helmbrechte“ zu werden, sich das Beispiel des Bauernsohns als Warnung dienen zu lassen, und empfiehlt sich und die Leser der Gnade Gottes. So solle man laut Wernher rechtschaffen leben und sich von üblen Gesellen fernhalten.

## Interpretation
Die Versnovelle „Helmbrecht“ gilt als „die erste deutsche Dorfgeschichte“, da sie nicht in einer hochstilisierten Wunschwelt und ihrer höfischen Gesellschaft spielt, sondern alle Personen, bis auf Helmbrecht und seine Raubkumpanen, gehören dem Bauernstand an. Eine weitere Besonderheit der Erzählung ist ihr tödlicher Ausgang für den Protagonisten. Lediglich in drei deutschen Dichtungen des Mittelalters stirbt der „Held“ am Ende der Geschichte: Im „Nibelungenlied“, in der Versnovelle „Peter von Staufenberg“ und im „Helmbrecht“. Der vom Autor beschriebene selbstbewusste Bauernstand, dessen Aufbegehren und das vermeintliche Recht des Stärkeren legen nahe, dass es sich um ein wirklichkeitsnahes und gut beobachtetes Zeitbild des Interregnums handelt. Einen Beleg für diese Interpretation bzw. eine genaue Datierung des Werkes gibt es jedoch nicht.

### Das vierte Gebot
Die gesamte Erzählung mahnt zur Wahrung der gottgegebenen Ordnung. Die Familie ist patriarchalisch geleitet, die Gesellschaft hierarchisch gestuft und die Landesherren haben für Recht und Ordnung zu sorgen. Gegen alle diese drei Ordnungsprinzipien verstößt Helmbrecht im Laufe seines Abenteuers (aventiure). Er verleugnet nicht nur seinen Geburtsstand, er versucht, sich als „Ritter“ darüber zu erheben. Statt die Schwachen und Bedürftigen zu schützen, wie es die Aufgabe eines rechtschaffenen und tugendhaften Ritters wäre, zieht er plündernd, mordend und vergewaltigend durch das Land. Die Wurzel allen Übels ist aber die Verletzung des vierten Gebots: Du sollst Vater und Mutter ehren, damit du lange lebest und es dir wohl ergehe auf Erden. Die gesamte Geschichte lässt sich als Warnung für die Konsequenzen aus unangemessenem Verhalten gegenüber den Eltern auffassen. Er befolgt weder die Lehren der Eltern noch behandelt er sie mit angemessenem Respekt und sieht im Gegenteil voller Hohn auf sie herab. Die Sichtweise des Vaters, dass jeder Einzelne eine von Gott gegebene Aufgabe zu erfüllen habe, wird vom Ausgang der Geschichte bestätigt. Der Sohn hatte mehrere Möglichkeiten, sich von seinem Tun abzukehren und wieder dem rechten Weg zu folgen. Da er aber jede Hilfe ausschlägt, erfährt er zum Schluss auch kein Erbarmen mehr vom liebenden Vater, der nun seinerseits dem Sohn mit Spott begegnet. Die göttliche Ordnung darf weder verletzt noch übertreten werden.

### Die sprechenden Namen
Wie kreativ und illustrativ das Mittelalter und seine Dichtung sein können, zeigen die sprechenden Namen und ihre Verwendung für Helmbrecht selbst und seine Raubritterkumpanen. Diese Namen bezeichnen das abweichende, gegen die göttliche Ordnung verstoßende Verhalten der Räuberbande. Die Todsünde der „Völlerei“ wird durch die Namen Lemberslint (Schling das Lamm), Slickenwider (Schluck den Widder), Küefrâz (Kühefresser) und Slintezgeu (Schling das Land) verdeutlicht. Vor allem der Wolf gilt als eines der gefräßigsten Tiere. Wolvesdrüzzel (Wolfsschnauze), Wolvesguome (Wolfsrachen) und Wolvesdarm (Wolfsbauch) beschreiben in diesem Sinne den Weg, den das Verschlungene nimmt. Diese drei Raubkumpane werden in der Erzählung auch ausführlicher benannt. Die Namen Müschenkelh (Zerschlage den Kelch) und Rütelschrîn (Rüttel den Schrein) beziehen sich vermutlich auf geraubte Messkelche der Kirche. Diese wurden oft zerschlagen, um das wertvolle Edelmetall verkaufen zu können. Zum Schluss ist noch Hellesac (Höllensack) zu erwähnen. Hier könnte der Sack der Hölle gemeint sein, in den der Verwunschene aufgrund seiner Sünden versinken solle. Die Namenfolge der Kumpane im Gespräch mit dem Vater entspricht der Reihenfolge, in der dieselben Personen beim Hochzeitsessen genannt werden. Bei diesem Festmahl bekommt jeder Kumpan die Rolle eines Hofbeamten eines Krönungsmahls zugesprochen. Der Dichter führt das Zeremoniell der höchsten Schicht der damaligen fürstlichen Gesellschaft ins Groteske und ironisiert das Krönungsmahl der deutschen Könige. Des Weiteren finden sich viele Reimpaare in der Erzählung wieder, wie beispielsweise Lemberslinde : Gotelinde in der Verszeile 1511f und umgekehrt Gotelinde : Lemberslinde in der Verszeile 1521f. Dies sind nur wenige Beispiele für die große Kunstfertigkeit, die Wernher an den Tag gelegt hat.

### Die Zahlensymbolik
Der Gebrauch von Zahlen in mittelalterlichen Texten ist keinesfalls zufällig. Zu beinahe jeder verwendeten Zahl in der Versnovelle kann man Interpretationen anstellen. Die Zahl ist eine von Gott gegebene, unveränderliche und bedeutsame Größe. Das Verhältnis von Schuld und Sühne wird im „Helmbrecht“ mit der Darstellung von zeitlichen Abständen verdeutlicht. So befindet sich Helmbrecht ein Jahr lang auf Raubzug, ehe er für eine Woche wieder heimkehrt. In dieser Woche allerdings schlägt er auch die letzte Möglichkeit auf ein versöhnliches Ende aus. Nachdem er zur Rechenschaft gezogen worden ist, wandert er ein Jahr lang verstümmelt auf der Erde umher, ehe er von seinem Elend „erlöst“ wird. Jeder Tag, an dem die göttliche Ordnung verletzt wurde, wird mit einem Tag Not und Elend bestraft. Es findet sich demnach die Gleichung 1 Jahr (Schuld) = 1 Woche (Möglichkeit zur Einsicht) = 1 Jahr (Sühne) wieder. Dies ist kein Einzelfall: So musste auch Gregorius in Hartmanns Dichtung für seinen 17 Jahre andauernden Inzest wiederum 17 Jahre angekettet an einem Felsen im Meer als Strafe verbringen.
Als zweites Beispiel dient der vierfache Traum des Vaters über das schreckliche Schicksal seines Sohnes. In vier Träumen zeigen sich dem Vater Schreckensbilder, die ihm unmissverständlich klarmachen, wie sein Sohn zugrunde gehen wird, wenn er seinen eingeschlagenen Weg nicht verlässt. Trotz aller Versuche des Vaters, den Sohn zur Vernunft zu bringen, scheitert dieser. Helmbrecht nimmt seine Warnungen nicht nur nicht ernst, sondern er macht sich über den Vater auch noch lustig. Viermal wird Helmbrecht dann auch aufgefordert, den Hof zu verlassen. Die Zahl 4 symbolisiert hier die frevelhafte Verletzung des 4. Gebots durch den Sohn. Auch die Zahl 10 kommt in der Erzählung mehrmals vor. So macht Helmbrecht seiner Familie 10 Geschenke, der Vater bezahlt für sein Pferd 10 Pfund Silber, und letztendlich sind es 10 Männer, die die 10 Räuber Gottes gerechter Strafe zuführen. Es finden sich noch viele andere Beispiele der Zahlensymbolik in dem Versepos, wodurch die Wichtigkeit von Zahlen und ihre kunstfertige Einbeziehung in mittelalterlichen Texten hervorgehoben wird.
In der Eingangspartie wird ausführlich die Haube geschildert, die sich der junge Helmbrecht von einer aus dem Kloster entflohenen Nonne hat anfertigen lassen und in die er seine künstlich gelockten Haare fasst. 5 unterschiedliche Motive sind auf ihr zu finden. Vorne befinden sich eine Tanzszene mit Rittern und Frauen, des Weiteren gibt es aufgestickte Vögel – exotische Papageien (mhd. siteche) und Tauben (mhd. tûben) sowie Motive aus der heroischen Literatur, nämlich dem Trojanischen Krieg und der Karlssage (Karl der Große von 747 bis 814, Kaiser seit 800) mit Karls Kampf gegen die Heiden in Spanien und Frankreich, als auch der Rabenschlacht (der Tod der Söhne Etzels und Helches), die in ihrer Funktion als kontrastive Vorbilder bzw. als Negativbeispiele zur Geschichte des Helmbrecht zu sehen sind.

### Die zentralen Motive
Mit dem Motiv der Haube spielt Wernher auf den „Bauerngecken“ Hildemar in Neidhart von Reuentals (um 1180–1247) Winterlied 29 (Ende 13. Jahrhunderts) an, der den Typ des dörpers (Bauerngecken) verkörpert. Dieser schmückt sich mit Adelsattributen und trägt eine ähnliche Seidenhaube mit aufgestickten Vögeln. Helmbrechts Vater prophezeit seinem Sohn, dass hoveliute seine Haube zerreißen würden, dies wird auch Hildemar geweissagt. Die Bauern, die den verstümmelten Helmbrecht ergreifen, zerreißen seine Locken und die Haube, bevor sie ihn erhängen. Die Haube ist somit ein Leitmotiv und Dingsymbol für Helmbrechts Anmaßung, der „superbia“ (Hochmut), einer der sieben Todsünden. Auch seine Schwester wird für ihren Hochmut bestraft, indem sie nach der Hochzeit vergewaltigt wird.
Das Herzstück der Erzählung besteht aus den umfangreichen Dialogpartien zwischen Vater und Sohn (vor dem Aufbruch Helmbrechts und während der Zwischeneinkehr). Aus dem Munde des Vaters wird die zentrale Lehre der Erzählung vermittelt: Wer sich gegen seinen eigenen Stand auflehnt und den Gehorsam gegenüber den Eltern verweigert, scheitert am Ende.
Im Fokus stehen die Verblendung und Selbstüberhebung des Sohnes und die standesrechtliche Integrität des Vaters. Dieser hebt die gesellschaftliche Bedeutung des Bauernstandes beschwörend hervor. Weiterhin lobt der Vater die höfische Kultur, indem er sie idealisiert, wie sie einmal war. Er hält so seinem Sohn den Spiegel vor, da dieser bei seiner Rückkehr nach Hause ihre gegenwärtige Verkommenheit durch seine Ausführungen und Erzählungen belegt. Dies kann als Kritik an der höfischen Kultur vom adligen Publikum aufgefasst werden.
Ein weiteres biblisches Motiv ist die Anspielung auf das Gleichnis vom verlorenen Sohn. Allerdings beschränkt sich diese Parallele lediglich auf die freudige Aufnahme Helmbrechts bei seiner Rückkehr. Ein reumütiges Verhalten Helmbrechts lässt sich nicht erkennen.
Inhaltlich und strukturell zeigen sich einige Parallelen zum klassischen höfischen Roman, die die Helmbrechterzählung als Gegensatz zum ritterlichen Aventiurenweg (Doppelwegstruktur) erscheinen lässt. Überhaupt setzt das breite Spektrum an literarischen Anspielungen gute Literaturkenntnisse beim mittelalterlichen Publikum voraus.

## Überlieferung
Das Werk ist in zwei Handschriftensammlungen überliefert:
- Ambraser Heldenbuch (Hs. A), geschrieben 1504–1516 vom Bozener Zöllner Hans Ried für Kaiser Maximilian I.
- Berliner Handschrift (Hs. B) des ‚Jüngeren Titurel‘ (= JT), angefertigt in der ersten Hälfte des 15. Jahrhunderts für den Ritter Leonhard Meurl zu Leonbach in Traungau.

Die beiden Abschriften unterscheiden sich einerseits in der Länge (A: 1932 Verszeilen; B: 1884 Vz.) und weichen andererseits in ihrem Wortlaut und der Nennung von Ortschaften voneinander ab.

## Rezeption
Die Versnovelle wurde 1839 durch Josef von Bergmann und mit der Ausgabe von 1844 durch Moriz Haupt der Öffentlichkeit bekannt.
Ab diesem Zeitpunkt kam es zu verschiedenen Übertragungen bzw. Übersetzungen ins Neuhochdeutsche: u. a.
- 1865 von Carl Schröder (Digitalisat),
- 1876 von Karl Pannier,
- 1888 von Ludwig Fulda,
- 1905 von Konrad Schiffmann.

Weitere mehr oder weniger freie Fassungen basieren auf der ursprünglichen Novelle:
- 1925 erschien Der Meier Helmbrecht – Wernher dem Gartenaere nacherzählt von Josef Hofmiller im Verlag von Albert Langen in München.
- 1928 schrieb Eugen Ortner eine Tragödie Meier Helmbrecht.
- 1930 erschien Meier Helmbrecht – ein deutsches historisches Bauerndrama in fünf Akten von Josef Benoni (1870–1957), Verlag R. Piffl's Söhne, Landskron in Böhmen.
- 1946 wurde der Stoff sowohl von Fritz Hochwälder als auch von Herrmann Mostar in je einem gleichnamigen Drama verarbeitet.
- 1989 erschien die Nachdichtung Meier Helmbrecht von Gottfried Glechner in Hexametern im Dialekt des Innviertels.
- 2005 beschäftigt sich der Roman Der geborene Gärtner von Alois Brandstetter auf freie Weise mit dem Helmbrecht-Stoff und vor allem dessen Dichter.